# Keratella zhugeae
Keratella zhugeae är en hjuldjursart som beskrevs av Segers och Rong 1998. Keratella zhugeae ingår i släktet Keratella och familjen Brachionidae. Inga underarter finns listade i Catalogue of Life.